# جئو دا سیلوا
جئو دا سیلوا (به انگلیسی: Geo Da Silva) با نام کامل کنستانتین گئورگی (به انگلیسی: Constantin Gheorghe) (زاده ۱۲ ژوئن ۱۹۷۶) خواننده، دی‌جی رومانیایی است.